# Böhlen (Thuringe)
Pour les articles homonymes, voir Böhlen.
Böhlen est une municipalité allemande du land de Thuringe, dans l'arrondissement d'Ilm, au centre de l'Allemagne. En 2015, sa population était de 560 habitants.